# Большая питта
Большая питта (лат. Hydrornis caeruleus) — вид птиц семейства питтовых (Pittidae). Выделяют два подвида. Распространены в Юго-Восточной Азии.

## Описание
Большая питта достигает длины 25—29 см; один измеренный самец весил 202 г. У взрослых самцов голова серовато-коричневая с чёрными чешуйками, особенно на темени. Через глаз до затылка проходит чёрная полоса. По задней части и боковым сторонам шеи проходит чёрный воротник, прерывающийся в верхней части груди. Верхняя часть тела и хвост синие. Маховые перья тёмно-коричневые, внутренние перья с серо-голубыми кончиками. Второстепенные маховые перья тёмно-коричневые с серо-голубыми краями. Кроющие перья крыла синие. Подбородок и горло бледно-серовато-коричневые. Бока груди зеленоватые, бока тела серовато-зелёные, остальная часть нижней части тела светло-коричневая. Подхвостье тёмно-коричневое. Радужная оболочка от орехового до тёмно-коричневого цвета; клюв чёрный; ноги розовато-серые.
У взрослых самок темя и затылок от бледно-красновато-коричневого до бледно-каштаново-коричневого цвета. Каждое перо с узкой чёрной каймой. От глаза к затылку проходит чёрная линия. Бока головы бледно-красновато-коричневые с более светлыми стержнями перьев. Верхние части тела и кроющие перья крыла красновато-коричневые, только надхвостье и верхние кроющие перья хвоста синие. Рулевые перья коричневые, вторая и третья пары рулевых с голубоватым оттенком. Подбородок и горло такие же, как у самцов. Остальная часть нижней части тела красновато-коричневая. У молодых особей оперение с золотисто-охристыми и тёмно-коричневыми пятнами. Низ тела бледнее, чем у взрослых; хвост тускло-синий; клюв оранжево-телесный, с жёлтым кончиком.

## Вокализация
Звуки представлены медленным «hwoo-er» и мягким «wheer»; часто повторяются много раз. Также сообщается о «pheeeeeooou», замирающем к концу.

## Распространение и среда обитания
Выделяют два подвида:
- Hydrornis caeruleus caeruleus (Raffles, 1822) — юг Мьянмы, юг Таиланда, Западная Малайзия, а также Суматра
- Hydrornis caeruleus hosei  (Baker, 1918) — север, юго-запад, центр и восток Калимантана

Естественными местами обитания являются первичные и вторичные леса на низинах и холмах, часто встречается в густых заболоченных лесах. Наиболее распространён на небольших высотах, но встречается на высоте до 1200 м над уровнем моря.

## Биология
Большая питта кормится на земле, переворачивая опавшие листья боковыми движениями клюва. Камни используются в качестве «наковальни» для разбивания раковин улиток. В состав рациона входят в основном улитки и дождевые черви; а также крупные насекомые и их личинки, лягушки и мелкие змеи. 
Сезон размножение продолжается с марта по ноябрь. Гнездо куполообразной формы, сооружённое из широких сухих листьев, бамбуковых листьев и палочек, с платформой, ведущей к боковому входу, располагается на высоте от 80 см до 3 м над землей в развилке небольшой пальмы. В кладке 2—3 яйца, грязно-белого цвета с коричневыми пятнами, наиболее многочисленными и мелкими на тупом конце. Насиживают кладку обе родительские птицы в течение около 16 дней. Птенцы оперяются через 16 дней.

## Охранный статус
МСОП классифицирует вид, как находящийся в состоянии, близком к уязвимому. Общая численность популяции неизвестна, но считается, что она невелика или редка и находится под угрозой из-за быстрой вырубки лесов в естественной среде обитания.